# Mobilux
Mobilux est une holding française propriétaire des enseignes d'ameublement But et Conforama, filiale du groupe autrichien XXXLutz et du fonds d'investissement américain Clayton, Dubilier & Rice.

## Historique
Le 29 juin 2016, le fonds Clayton, Dubilier & Rice annonce être entré en négociations exclusives pour le rachat de But, aux côtés de WM Holding, véhicule d'investissement du groupe de meubles Lutz. La transaction, dont le montant n'a pas été révélé, devrait intervenir au deuxième semestre 2016. But serait valorisé à plus de 500 millions d'euros,. La transaction est finalement finalisée en novembre.
Le 1er octobre 2018, Alexandre Falck remplace Frank Maassen à la tête de Mobilux.
Au début de juillet 2020, Mobilux, filiale du groupe autrichien XXXLutz et du fonds américain Clayton, Dubilier & Rice, rachète Conforama,.